# 东赵乡
东赵乡，是中华人民共和国山西省晋中市榆次区下辖的一个乡镇级行政单位。

## 行政区划
东赵乡下辖以下地区：
东赵村、上戈村、下戈村、南田村、北田村、大沟村、东窑村、西窑村、小河沟村、大发村、郭村、李墕村、尚村、小壁村、下峪村、西赵村、训峪村、港上村、榆三庄村、石山村、张家庄村、阔子头村、东后沟村、刘家庄村、东山村、苏家庄村、伽西村、北山村和石羊坂村。

## 中国传统村落
后沟村获评“中国传统村落”。